# British Academy Television Craft Awards
Los premios British Academy Television Craft Awards son un galardón otorgado por la British Academy of Film and Television Arts (BAFTA), una organización benéfica establecida en 1947, que: "apoya, promueve y desarrolla las formas artísticas de la imagen en movimiento: cine, televisión y videojuegos: identificando y recompensando la excelencia, inspirando a los profesionales y beneficiando al público ".
Habiendo sido entregados previamente con los Premios de Televisión de la Academia Británica, los premios se establecieron en 2000 como una forma de destacar los logros técnicos, sin ser eclipsados por las categorías de producción.

## Normas
Para ser elegible para la nominación, los programas deben ser: Retransmisión en el Reino Unido entre el período de elegibilidad, el terrestre, por cable, por satélite o digitales canales ; una contribución financiera y creativa en el caso de un programa internacional, y tener su primera emisión en el Reino Unido; una entrada para los premios de televisión primero (que no se haya presentado previamente para los premios de cine o para niños). Los seis mejores programas y / o individuos de cada categoría son elegidos por los miembros votantes de la televisión y los miembros del Capítulo en tres rondas, para formar la lista corta del jurado. La lista corta luego pasa a un jurado, quien decide los cuatro primeros nominados y los ganadores.

## Ceremonias
En la siguiente tabla, los años corresponden al año en que tuvo lugar la ceremonia y se llevan a cabo para los logros del año anterior (por ejemplo, los premios 2000 se celebran para las producciones televisivas de 1999)
| Año  | Fecha       | Lugar de eventos         | Localización      | Anfitrión           | Ref(s)        |
| ---- | ----------- | ------------------------ | ----------------- | ------------------- | ------------- |
| 2000 | 30 de abril | 195 Piccadilly           | Westminster       | Gabby Logan         | [ 5 ]         |
| 2001 | 22 de abril | Teatro de Sadler's Wells | Islington         | Liza Tarbuck        | [ 6 ] [ 7 ]   |
| 2002 | 12 de mayo  | Hotel Saboya             | Westminster       | Harry Enfield       | [ 8 ]         |
| 2003 | 11 de mayo  | El Dorchester            | Mayfair           | Alistair McGowan    | [ 9 ] [ 10 ]  |
| 2004 | 16 de mayo  | El Dorchester            | Mayfair           | Alistair McGowan    | [ 11 ] [ 12 ] |
| 2005 | 8 de mayo   | El Dorchester            | Mayfair           | Jon Culshaw         | [ 13 ] [ 14 ] |
| 2006 | 19 de mayo  | El Dorchester            | Mayfair           | Jon Culshaw         | [ 15 ]        |
| 2007 | 22 de abril | El Dorchester            | Mayfair           | Jon Snow            | [ 16 ]        |
| 2008 | 11 de mayo  | El Dorchester            | Mayfair           | Claudia Winkleman   | [ 17 ]        |
| 2009 | 17 de mayo  | Hilton Hotel, Londres    | Mayfair           | Alexander Armstrong | [ 18 ] [ 19 ] |
| 2010 | 23 de mayo  | Hilton Hotel, Londres    | Mayfair           | Christine Bleakley  | [ 20 ]        |
| 2011 | 8 de mayo   | La cervecería            | Ciudad de Londres | Stephen Mangan      | [ 21 ] [ 22 ] |
| 2012 | 13 de mayo  | La cervecería            | Ciudad de Londres | Alan Davies         | [ 23 ]        |
| 2013 | 28 de abril | La cervecería            | Ciudad de Londres | Stephen Mangan      | [ 24 ]        |
| 2014 | 24 de abril | La cervecería            | Ciudad de Londres | Stephen Mangan      | [ 25 ]        |
| 2015 | 26 de abril | La cervecería            | Ciudad de Londres | Stephen Mangan      | [ 26 ]        |
| 2016 | 24 de abril | La cervecería            | Ciudad de Londres | Stephen Mangan      | [ 27 ]        |
| 2017 | 23 de abril | La cervecería            | Ciudad de Londres | Stephen Mangan      | [ 28 ]        |
| 2018 | 22 de abril | La cervecería            | Ciudad de Londres | Stephen Mangan      | [ 29 ]        |
| 2019 | 28 de abril | La cervecería            | Ciudad de Londres | Stephen Mangan      | [ 30 ]        |
| 2020 | 17 de julio | [ 31 ]                   |                   | Stephen Mangan      |               |

## Categorías
A partir de 2012, los premios incluyen doce categorías competitivas:
| - Talento innovador - Diseño de vestuario - Creatividad digital - Director - Hecho - Director - Ficción - Director - Multicámara - Edición: factual - Edición - Ficción - Equipo de entretenimiento artesanal - Maquillaje y peluquería | - Música original - Fotografía - Realista - Fotografía e iluminación - Ficción - Diseño de producción - Sonido - fáctico - Sonido - Ficción - Efectos visuales y gráficos - Escritor - Comedia - Escritor - Drama |

También se otorga un Premio Especial, a discreción del Comité de Televisión, que "honra a un individuo o equipo de artesanos por su destacada contribución creativa en el sector de la artesanía".